# Xaragall del Saiol
El Xaragall del Saiol és un xaragall que discorre pel terme municipal de Castellterçol, de la comarca del Moianès.
Es forma a Colltrencat, a llevant del Pedrós. Des d'aquest lloc davalla cap al nord, però fent un arc còncau cap a llevant. Cap a la meitat del seu recorregut el travessa el Camí de Castellterçol a Marfà. Continua cap al nord-est fins que s'aboca en el Torrent de la Fàbrega, al sud-oest del Serrat del Vent, a poca distància al nord-oest d'on s'hi aboca el torrent del Gironès, en bona part paral·lel a llevant del Xaragall del Saiol.